# Pan Wei
Pan Wei (11 de junho de 1978) é uma basquetebolista profissional chinesa.

## Carreira
Pan Wei integrou a Seleção Chinesa de Basquetebol Feminino, em Atenas 2004, que terminou na nona colocação. 

## Títulos
- Jogos Asiáticos: 2002.